# Saint-Martin-de-Villeréal
Saint-Martin-de-Villeréal település Franciaországban, Lot-et-Garonne megyében. Lakosainak száma 105 fő (2022. január 1.). Saint-Martin-de-Villeréal Parranquet, Vergt-de-Biron, Dévillac, Rayet és Villeréal községekkel határos.

## Népesség
A település népessége az elmúlt években az alábbi módon változott:
| Lakosok száma | 133  | 112  | 112  | 95   | 118  | 111  | 107  | 102  | 104  | 105  |
|               | 1968 | 1982 | 1990 | 2006 | 2013 | 2015 | 2017 | 2019 | 2020 | 2022 |